# Остин Вулф
Џастин Хит Смит (енгл. Justin Heath Smith; Алварејдо, 3. април 1981), познат као Остин Вулф (енгл. Austin Wolf), амерички је геј порнографски глумац. Ухапшен је 2024. због поседовања и дистрибуције стотине видео-снимака дечије порнографије.

## Биографија
Рођен је 3. априла 1981. у Алварејду. Има старију и млађу сестру. Са 17 година излази из ормара и изјашњава се као геј својим пријатељима и породици. У почетку није имао подршку мајке. Убрзо је почео да тренира и добија мишиће након чега је, према својим речима, постао арогантан јер је постао „привлачан мушкарац у друштву”. Са 20 година напустио је Тексас и преселио се у Њујорк, где је радио као продавац дизајнерског намештаја. Након кризе финансијске кризе у САД, изгубио је посао као трговац дизајнерским намештајем. Затим је радио у геј-бару као бармен пре него што је направио профил на сајту за ескорт Rentboy и почео да ради као ескорт. Од 2019. има супруга.